# Erick Kolthoff Caraballo
Erick Kolthoff Caraballo (nacido el 15 de septiembre de 1961 en San Juan, Puerto Rico) es un abogado y jurista puertorriqueño, actualmente se desempeña como Juez Asociado del Tribunal Supremo de Puerto Rico.

## Experiencia profesional
El entonces gobernador Luis Fortuño le nombró Juez Asociado del Tribunal Supremo el 4 de febrero de 2009, cargo para el cuál fue confirmado por el Senado en votación unánime, dado que había sido nombrado por el anterior gobernador Aníbal Acevedo Vilá como juez del Tribunal Superior. 
Anteriormente, se desempeñó como director de personal de la Unidad de Evaluación Técnica de Nominaciones del Senado, como abogado de la Administración de Tribunales, la Junta Reguladora de Telecomunicaciones y un abogado en práctica privada.